# Syngnathus carinatus
Syngnathus carinatus — вид морських іглиць, що ендеміком північної частини Каліфорнійської затоки. Морська / солонуватоводна субтропічна демерсальна риба, сягає 23,0 см довжиною.